# Matriz laplaciana
En teoría de grafos la matriz laplaciana — también denominada matriz de admitancia o matriz de Kirchhoff — es una representación matricial de un grafo. Otro tipo de representación matricial la proporciona la matriz de adyacencia, pero la matriz laplaciana es ideal para realizar la teoría espectral de grafos.

## Definición
Dado un grafo G con n nodos, la matriz laplaciana {\displaystyle L:=(\ell _{i,j})_{n\times n}} se define como:
{\displaystyle \ell _{i,j}:={\begin{cases}\kappa _{i}&{\mbox{si}}\ i=j\\-1&{\mbox{si}}\ i\neq j\ {\mbox{y}}\ n_{i}{\mbox{ es adyacente a }}n_{j}\\0&{\mbox{otro caso}}.\end{cases}}}
siendo {\displaystyle \kappa _{i}} el grado del nodo i-ésimo {\displaystyle n_{i}}. La matriz laplaciana normalizada {\displaystyle {\mathcal {L}}:=({\hat {\ell }}_{i,j})_{n\times n}} se define como:
{\displaystyle {\hat {\ell }}_{i,j}:={\begin{cases}1&{\mbox{si}}\ i=j\ {\mbox{y}}\ \kappa _{i}\neq 0\\-{\frac {1}{\sqrt {\kappa _{i}\kappa _{j}}}}&{\mbox{si}}\ i\neq j\ {\mbox{y}}\ n_{i}{\mbox{ es adyacente a }}n_{j}\\0&{\mbox{otro caso}}.\end{cases}}}
Tomando {\displaystyle {\hat {T}}} como la matriz diagonal de elementos {\displaystyle (i,i)} de entrada {\displaystyle \kappa _{i}}, se tiene que:
{\displaystyle {\hat {\mathcal {L}}}={\hat {T}}^{-1/2}{\hat {L}}{\hat {T}}^{-1/2}}
con la convención {\displaystyle ({\hat {T}}^{-1})_{v,v}=0} para {\displaystyle \kappa _{v}=0}.

## Propiedades
Relación con la matriz de adyacencias
Cuando el grafo {\displaystyle \Gamma } es k-regular se puede observar que:
{\displaystyle {\hat {\mathcal {L}}}={\hat {\mathbb {I} }}-{\frac {1}{k}}{\hat {A}}}
donde {\displaystyle A} es la matriz de adyacencias y {\displaystyle {\hat {\mathbb {I} }}} es la identidad. Para un grafo sin vértices aislados, tenemos entonces que:
{\displaystyle {\hat {\mathcal {L}}}={\hat {T}}^{-1/2}{\hat {L}}{\hat {T}}^{-1/2}={\hat {\mathbb {I} }}-{\hat {T}}^{-1/2}{\hat {A}}{\hat {T}}^{-1/2}}.
Ejemplo
Ejemplo de la representación en forma de grafo de una red y su representación matricial laplaciana:
| grafo | matriz laplaciana |
| ----- | --- |
|       | {\displaystyle \left({\begin{array}{rrrrrr}2&-1&0&0&-1&0\\-1&3&-1&0&-1&0\\0&-1&2&-1&0&0\\0&0&-1&3&-1&-1\\-1&-1&0&-1&3&0\\0&0&0&-1&0&1\\\end{array}}\right)} |

Espectro de {\displaystyle {\hat {\mathcal {L}}}}
Para un grafo {\displaystyle \Gamma } y matriz laplaciana {\displaystyle L(\Gamma )}, con los autovalores ordenados (el espectro de {\displaystyle L}) {\displaystyle \lambda _{0}\leqslant \lambda _{1}\leqslant \dotsc \leqslant \lambda _{n-1}}:
1. La matriz laplaciana es siempre definida positiva.
2. El primer autovalor {\displaystyle \lambda _{0}=0} es siempre nulo; existe un autovector que es siempre {\displaystyle [1,1,\dots ,1]}. La multiplicidad de {\displaystyle \lambda _{0}} indica el número de subgrafos inconexos que hay.
3. El segundo autovalor no nulo {\displaystyle \lambda _{2}} se denomina conectividad algebraica.[2] Es una medida de la conectividad del grafo. A medida que {\displaystyle \lambda _{2}} se hace más pequeño el grafo adquiere una estructura más modular. A través de la percolación a través de un grafo, la sincronización máxima se da para el valor más alto posible de {\displaystyle \lambda _{2}}. También se denomina salto espectral, gap o parámetro de Fiedler.[3]